# Ivan Houdek
Ivan Houdek (Rózsahegy, 1887. január 13. - Rózsahegy, 1985. január 24.) kémikus mérnök, történész, író, fordító.

## Élete
Szülei Jozef Houdek és Ružena Makovická voltak. Nagy hatással volt fejlődésére bátyja Fedor Houdek, aki a múzeumalapító Kürti testvérekkel is együttműködött.
1923-tól működött együtt a Liptói Múzeummal, melynek 1953-tól belső munkatársa volt.
A Krásy Slovenska és a Prúdy folyóiratok munkatársa volt. Elsősorban a természet, történelem (Rózsahegy, Liptó, várak és kastélyok) és a hegyek kutatásával foglalkozott. Rózsahegyen nyugszik.

## Művei
- 1913 Vývin Zeme a života
- 1924 Považské hrady a kaštiele
- 1924 Ružomberok a okolie
- 1931 Veľký hrad Liptovský. Sborník museálnej slovenskej spoločnosti
- 1934 600 rokov z minulosti bývalého výsadného mesta Ružomberka 1318-1918
- 1936/ 1951 Osudy Vysokých Tatier. Matica slovenská
- 1943 Cechovníctvo na Slovensku
- 1948 Počiatky Likavy, jej stavebný vývin a dominium. Sborník muzeálnej slovenskej spoločnosti 1944-1948
- 1950 Poddanstvo v Liptove. Historický sborník 1950, 27-42
- 1951 Hlboká dolina ako javisko ľudského podnikania - Príspevok k hospodárskym dejinám Slovenska. Sborník muzeálnej slovenskej spoločnosti 1949–1951, 1-43
- 1953 Nízke Tatry včera a dnes
- 1955 Z dejín papiernictva a papiernického priemyslu na Slovensku
- 1976 Osudy Vysokých Tatier (tsz. Ivan Bohuš)